# سد كرالكيزي
سد كرالكيزي هو سد مائي يُعد واحدا من 21 سدًا أنشئت في تركيا ضمن مشروع جنوب شرق الأناضول التركي في باتمان. وتبلغ الطاقة الإنتاجية الإجمالية لمحطة الطاقة الكهرومائية الخاصة بسد كرالكيزي 94 ميغاواط. شُيّد السد بين عامي 1985 و1997.

## التاريخ
أنشئ سد كرالكيزي خلال الفترة ما بين عامي 1985-1997 وهو من نوع ردم الصخور، ويبلغ ارتفاعه 126 مترًا فوق مستوى سطح البحر، وتحتجز بحيرته 1919 هكتارًا مكعبًا من المياه عند مستوى المياه الطبيعي، و57.50 كيلومترًا مربعًا عند مستوى المياه الطبيعي. يُنتج السد 146 كيلوواط/ساعة من الكهرباء سنويًا بقدرة 90 ميجاواط.
كان سد كرالكيزي جزءًا من مشروع كراليزي-دجلة المتكامل، والذي ينتج 146 مليون كيلوواط/ساعة من الكهرباء سنويًا، مما يوفر للاقتصاد التركي مليونًا و460 ألف ليرة تركية بأسعار عام 1997. كما يُستخدم سد كراليزي كمنشأة تخزين لسد دجلة. بدأ المشروع بتخزين المياه في 25 أكتوبر (تشرين الأول) 1997، واكتمل وبدأ الإنتاج في 30 ديسمبر 1997. تبلغ تكلفة المشروع، المحسوبة بأسعار عام 1997، حوالي 31 مليون ليرة تركية.

## الطاقة الإنتاجية
يحتوي سد كرالكيزي على ملياري متر مكعب من المياه في بحيرته، والتي يتم استخدامها لتوليد الكهرباء، غير أن كمية المياه في بحيرة السد انخفضت إلى 520 مليون متر مكعب بسبب الجفاف. ونتيجةً لانخفاض منسوب المياه، توقف إنتاج الكهرباء لمدة 46 يومًا في يناير (كانون الثاني) عام 2007، إذ يجب ألا يقل منسوب المياه عن 700 مليون متر مكعب لإنتاج الطاقة. تقع هذه المرافق على مجرى مادن، أحد أهم روافد نهر دجلة، على بُعد 81 كيلومترًا من مدينة ديار بكر وعلى بعد 6 كيلومترات من بلدة دجلة.